# Strawberry Jam
Strawberry Jam ist das siebte Studioalbum der amerikanischen Experimentalband Animal Collective. Es erschien im September 2007 und war ihr erstes Album auf Domino Records. Die Titel und Titelliste wurden von Geologist am 16. Mai 2007 im Collected Animals-Internetforum verraten. Die Reaktionen in der Presse waren über Strawberry Jam größtenteils positiv, da der neuartige Klang als großer Schritt vorwärts für die Band gewertet wurde. Das Album konnte sich in den Billboard Top 200 Charts platzieren und erreichte die Höchstposition #72.

## Entstehungsgeschichte
Das Album wurde in den Wave Lab Studios in Tucson, Arizona, aufgenommen. Das Bandmitglied Geologist erklärt im Internetforum der Band, warum sie dieses Studio zum Aufnehmen wählten:

„Dave [Portner aka Avey Tare] und ich sprachen vor ein paar Monaten über Aufnahmeorte, und einer von uns sagte, es wäre vielleicht nett, das nächste Album in einer Wüste aufzunehmen, und jeder meinte: yeah, Mann, das haben wir noch nicht gemacht, und es sieht so aus, als könnte es zu unseren Liedern passen und wie wir sie klingen lassen wollen. Das mag jetzt nicht jedem sinnvoll erscheinen außer uns, denn wenn man an die Wüste denkt, denkt man an scharfe Gitarren, Morricone-Soundtracks und Jim Morrison mit dem Geist eines Indianers, aber so sehen wir das eigentlich nicht. Wir schauten uns eine Menge Studios von Südkalifornien bis New Mexico an und entschlossen uns für eins in Tucson. Außerdem habe ich etwa anderthalb Jahre meines Lebens in der Tucson-Gegend gelebt.“

Außerdem kannte Scott Colburn, der Toningenieur für Strawberry Jam und Feels, den Besitzer des Wave Lab-Studios. Laut dem Bandmitglied Panda Bear war es eine bewusste Entscheidung, das Album in einer Wüstenumgebung aufzunehmen.

## Inhalt
In einem Interview vor der Veröffentlichung sprach der Gitarrist Deakin mit Billboard und beschrieb das Album als „kantig“ und es brächte einem zum Zittern. Laut dem Interview wurden die meisten Songs des Albums auf den Liveshows der Band zwischen 2005 und 2006 gespielt, es jedoch auch „nichtsdestotrotz ein paar neue Lieder gäbe, die wir noch nie live gespielt“ hätten.
Zwei Lieder des Albums wurden auf den Touren 2005/2006 intensiv gespielt, Safer und Street Flash, welche jedoch nicht auf dem Album auftauchten. Avey Tare schrieb zu Fans, dass die Band die Lieder zwar im Studio aufgenommen hätte, sich jedoch dagegen entschieden hätte, sie auf das Album zu nehmen – „teilweise auch wegen ihrer Länge[n]“. Safer wurde letztendlich zur B-Seite der ersten Single des Albums, Peacebone, während Street Flash und andere Überbleibsel der Aufnahmesessions 2008 auf der EP Water Curses erschienen.
Über den Inhalt des Songs Peacebone erzählte Panda Bear in einem Interview mit der BBC:

„Ich blende einfach visuelle Bilder von verschiedenen Plätzen ineinander über. […] Aber es kommt immer wieder auf den Refrain zurück, welcher darüber handelt, eine Obsession zur Vergangenheit zu haben, was ich kulturell gesehen bei mir gar nicht sehe. Musik sollte mehr sein als bloß etwas, wozu man stampfen kann – sie sollte interaktiver sein. Für uns geht es nicht immer darum, einen guten Song zu schreiben – wir wollen mit euren Ohren spielen, bezogen auf Farben und Raum mit Klang.“

## Titelliste

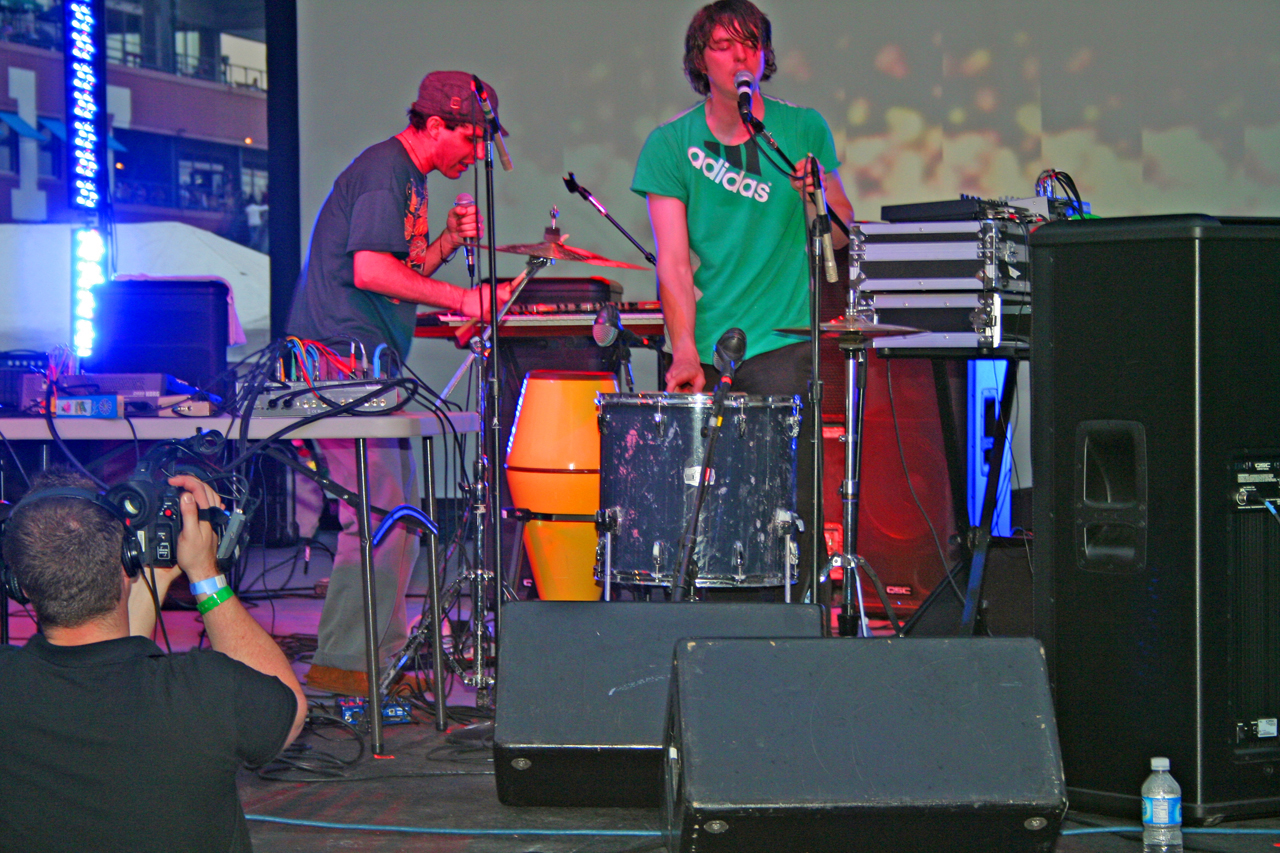
Animal Collective live im Juni 2007

1. Peacebone – 5:13
2. Unsolved Mysteries – 4:25
3. Chores – 4:30
4. For Reverend Green – 6:34
5. Fireworks – 6:50
6. #1 – 4:32
7. Winter Wonder Land – 2:44
8. Cuckoo Cuckoo – 5:42
9. Derek – 3:01

## Titel und Cover
Der Name Strawberry Jam stammt vom Sänger und Schlagzeuger Panda Bear, als er und die Band in einem Flugzeug saßen und nach Griechenland zu einem Auftritt flogen. Als er sein Essenspaket erhielt, öffnete er die Verpackung mit der Erdbeermarmelade, welche für das Brot zugeteilt war. Als er die Schutzhülle vom Paket entfernte, „bewunderte“ er das Aussehen der schimmernden Marmelade und er sagte, er wünschte, die Produktion ihres neuen Albums würde einfach so klingen wie die Marmelade aussah: „Sozusagen: etwas, was wirklich synthetisch, scharf und futuristisch aussieht“, aber auch „würzig und süß, geradezu aggressiv bezüglich des Geschmacks“ klänge.
Avey Tare schuf und fotografierte das Albencover – zermatschte Erdbeeren und zähflüssige Erdbeermarmelade. Weiteres Layout und Design stammt von Rob Carmichael, mit welchem Animal Collective schon bei anderen Projekten kollaboriert hatten.

## Internetleak
Der Internetleak des Albums ereignete sich am 12. Juni 2007. Jedoch war es bemerkenswert, da jeweils stets drei Songs innerhalb von einigen Wochen lanciert wurden. Geologist schrieb im Collected-Animals-Forum, dass die ersten Promo-Kopien des Albums ein digitales Wasserzeichen enthalten hätten und jeder Name des Journalisten in jeder extrahierten Datei eingebettet sei. Am 19. Juni 2007 wurde ein Brief vom Pressesprecher der Band an Musikjournalisten gesendet. Er thematisierte das Leaken der ersten drei Songs:

„Letzte Woche leakten drei Lieder vom neuen Animal Collective-Album. Innerhalb von Minuten war es uns möglich, den Leak zu einer CD eines Journalisten zurückzuführen. Diese Person hat mehr Ärger bekommen, als ihr euch vorstellen könnt, und wurde fast gefeuert. Die Person wurde ebenfalls gezwungen, eine Entschuldigung an viele Leute zu schreiben sowie dem Geschäftsführer von Domino Records.“

Panda Bear sprach mit Shout Mouth über die Gedanken der Band bezüglich des Leaks:

„Das einzige, worüber wir uns wirklich aufregen mit dem Leak, ist, dass es bloß Teile des Albums sind. Ich glaube, da sind jetzt sechs Songs da draußen. Die Hörer können nicht mal das gesamte Album erleben, was uns alle ganz schön nervt. Also, Leaker, falls ihr das jetzt hört [spricht direkt in das Mikrofon], ladet auch die anderen drei Songs hoch, Mann! Pronto!“

Die restlichen drei Stücke – Fireworks, Cuckoo Cuckoo und Derek – tauchten am 4. Juli 2007 auf.

## Rezeption
Die Reaktionen in der Presse waren über Strawberry Jam größtenteils positiv, da der neuartige Klang als großer Schritt vorwärts für die Band gewertet wurde. Das Album konnte sich in den Billboard Top 200 Charts platzieren und erreichte die Höchstposition #72.
Daniel Gerhardt schreibt bei Plattentests.de über das Album, welches er mit 7/10 Punkten bewertete:

„Eine wirklich sinnvolle Zusammenführung seiner vielen Einzelteile mag ‚Strawberry jam‘ also nicht immer gelingen. Die größte Leistung dieser Musik ist aber ohnehin die Konsequenz, mit der sie sich selbst entzaubert und dabei der halben Welt den Spiegel vorhält. Am Ende des Tages ist es nämlich sehr einfach: Wer Animal Collective fragen will, ob sie eigentlich bescheuert sind, sollte sich mal angucken, was vor oder hinter der eigenen Haustür abgeht.“